# Crassispira phasma
Crassispira phasma is een slakkensoort uit de familie van de Pseudomelatomidae. De wetenschappelijke naam van de soort is voor het eerst geldig gepubliceerd in 1940 door Schwengel.